# 805 Hormuthia
805 Hormuthia је астероид главног астероидног појаса са пречником од приближно 66,94 .
Афел астероида је на удаљености од 3,790 астрономских јединица (АЈ) од Сунца, а перихел на 2,590 АЈ.
Ексцентрицитет орбите износи 0,188, инклинација (нагиб) орбите у односу на раван еклиптике 15,733 степени, а орбитални период износи 2081,359 дана (5,698 година).
Апсолутна магнитуда астероида је 9,82 а геометријски албедо 0,046.
Астероид је откривен 17. априла 1915. године.